# Gestion des déchets du bâtiment et des travaux publics dans le Loiret

Le département du Loiret (en rouge) sur une carte de France

La gestion des déchets du bâtiment et des travaux publics dans le Loiret couvre les actions de collecte et de traitement des déchets du bâtiment et travaux publics (BTP) produits dans le département français du Loiret (région Centre-Val de Loire) et pour certains types de déchets produits en dehors du département.
L'activité du BTP sur le territoire du département a généré 2 417 000 tonnes de déchets en 2013, dont 90,7 % proviennent des chantiers de Travaux publics. Les déchets non réemployés sur chantiers (1 591 000 tonnes) sont traités sont dans les 47 installations spécialisées dans le traitement des déchets du BTP du département (80 %), soit dans des installations non spécialisées du département (4 %), soit hors département (16 %). Parallèlement les installations spécialisées du Loiret traitent 81 000 tonnes de déchets du BTP provenant d'autres départements.

## Cadre réglementaire et planification

### Loi du 13 juillet 1992
La loi du 13 juillet 1992 relative à l’élimination des déchets et à la récupération des matériaux, dont les dispositions ont été introduites dans le code de l'environnement, a rénové la loi-cadre sur les déchets du 15 juillet 1975 en prévoyant à l’échéance de juillet 2002, de limiter la mise en décharge aux seuls déchets ultimes et aux déchets dont la valorisation n’est pas économiquement viable, .

### 2000-2009: premier plan de gestion, sous la responsabilité de l'État
Les premiers plans de gestion des déchets de chantiers du bâtiment et des travaux publics sont réalisés sous l'impulsion de la circulaire du 15 février 2000, souvent dans un contexte de forte insuffisance du nombre d'installations de prise en charge de ces déchets. Ils ont donc accordé une priorité à la réduction de ce déficit de capacité de traitement. Des chartes signées par les acteurs majeurs locaux du BTP tant privés que publics accompagnet souvent ces plans, mais ces recommandations n'ont pas toujours eu l'effet escompté.
Concernant le Loiret, un premier projet plan de gestion des déchets du BTP est élaboré en 2001 par la DDE et soumis à consultation en 2002. Le Conseil général du Loiret émet un avis favorable au projet de plan des déchets du BTP en 2002 mais celui-ci n'est pas approuvé.
En 2005 et 2006, un ensemble de textes réglementaires précise les modes de gestion des déchets inertes :
- la circulaire du 21 mars 2005 relative à l’arrêté ministériel relatif aux installations de stockage de déchets industriels inertes provenant d’installations classées[5] ;
- le décret du 30 mai 2005 relatif au contrôle des circuits de traitement des déchets, texte abrogé par l’article 4 du décret du 12 octobre 2007 relatif au livre V de la partie réglementaire du code de l’environnement[6] ;
- la loi du 26 octobre 2005 concerne la transposition en droit français d’une directive européenne du 26 avril 1999 portant sur la mise en décharge des déchets [7] ;
- l’arrêté du 7 novembre 2005 relatif à la déclaration annuelle à l’administration des installations de stockage de déchets mentionnées à l’article 5 du décret du 30 mai 2005 [8] ;
- le décret du 15 mars 2006 relatif aux installations de stockage de déchets inertes. Ce décret contient les informations nécessaires à la rédaction du dossier de demande d’autorisation d’exploiter un centre de stockage de déchets inertes et les modalités de délivrance de l’autorisation[9] ;
- l’arrêté du 15 mars 2006 établit les différents types de déchets inertes admissibles dans des installations de stockage de déchets inertes et les conditions d’exploitation de ces installations[10] ;
- la circulaire du 18 mai 2006 relative à la planification de la gestion des déchets de chantier de BTP [11] ;
- la circulaire du 28 juin 2006 relative à la mise en œuvre de l’obligation de déclaration annuelle pour les installations de stockage de déchets inertes [12] ;

Une nouvelle démarche d'élaboration d'un plan de gestion des déchets du BTP dans le Loiret est lancée par le préfet en 2006.

### 2009-2016: une responsabilité du conseil général
La loi Grenelle II du 12 juillet 2010 [Article L541-14-1 du code de l’environnement ] rend les plans de prévention et de gestion des déchets du BTP obligatoires et en a confié l'élaboration aux Conseils généraux. Chaque département doit être couvert par un plan départemental ou interdépartemental de gestion des déchets issus de chantiers du bâtiment et des travaux publics. Le décret du 11 juillet 2011 prévoit les dispositions sur le contenu, l’élaboration, le suivi et l’évaluation de ces nouveaux plans dont la création est un engagement du Grenelle de l’environnement. 
Dans ce cadre le département du Loiret confie en 2013 à la cellule économique régionale du bâtiment et des travaux publics du Centre, créée en 1992, la réalisation d'un diagnostic sur les filières de gestion et de recyclage des déchets issus du bâtiment et des travaux publics dans de département du Loiret. Ce diagnostic est publié en juillet 2015.

### Depuis 2016: une responsabilité du conseil régional
La démarche départementale ne va toutefois pas au-delà du diagnostic car la loi du 7 août 2015 portant sur la nouvelle organisation territoriale de la République, dite loi NOTRe, modifie profondément les articles L541-13 à L541-15 du Code de l'environnement relatifs à la planification et à la gestion des déchets en confiant cette compétence aux seuls conseils régionaux et en créant un plan régional de prévention et de gestion des déchets unique (qui se substitue aux trois types de plans existants précédemment). Il prendra en compte les déchets de toute nature : dangereux, non dangereux, ainsi que les déchets du BTP.

## Gisement de déchets du BTP dans le Loiret en 2013

### Quantité totale de déchets produits dans le département
L'activité du BTP sur le département a généré 2 417 000 tonnes de déchets en 2013, dont 90,7 % proviennent des chantiers de Travaux publics. La répartition par nature et destination est la suivante.
| Origine des déchets               | Origine des déchets | Type de déchets     | Type de déchets | Destination | Destination                      |
| Origine des déchets               | Origine des déchets | Type de déchets     | Type de déchets | Réemploi    | Vers installations de traitement |
| --------------------------------- | ------------------- | ------------------- | --------------- | ----------- | -------------------------------- |
| Travaux publics (dont démolition) | 2 190 000 t         | Déchets inertes     | 2 093 000 t     | 826 000 t   | 1 267 000 t                      |
| Travaux publics (dont démolition) | 2 190 000 t         | Déchets non inertes | 97 000 t        |             | 97 000 t                         |
| Bâtiments                         | 227 000 t           | Démolition          | 77 000 t        |             | 77 000 t                         |
| Bâtiments                         | 227 000 t           | Hors démolition     | 150 000 t       |             | 150 000 t                        |
| TOTAL                             | 2 417 000 t         |                     | 2 417 000 t     | 826 000 t   | 1 591 000 t                      |

Les déchets non réemployés sur chantiers (1 591 000 tonnes) sont traités sont dans des installations spécialisées dans le traitement des déchets du BTP du département (80 % ), soit dans des installations non spécialisées du département (4 %), soit hors département (16 %). Parallèlement les installations spécialisées du Loiret traitent 81 000 tonnes de déchets du BTP provenant d'autres départements.
| Filière de traitement                                             | Localisation filière de traitement | Localisation filière de traitement | Provenance  | Provenance  |
| Filière de traitement                                             | Loiret                             | hors Loiret                        | Loiret      | hors Loiret |
| ----------------------------------------------------------------- | ---------------------------------- | ---------------------------------- | ----------- | ----------- |
| Installations spécialisées du Loiret                              | 1 356 000 t                        |                                    | 1 275 000 t | 81 000 t    |
| Installations non spécialisées dans la gestion des déchets du BTP | 64 000 t                           |                                    | 64 000 t    |             |
| Hors installation du département                                  |                                    | 252 000 t                          | 252 000 t   |             |
| TOTAL                                                             | 1 420 000 t                        | 252 000 t                          | 1 591 000 t | 81 000 t    |

### Nature des déchets accueillis dans les installations du département
| Type de déchets                   | Type de déchets  | Nature des déchets                             | Nature des déchets |
| --------------------------------- | ---------------- | ---------------------------------------------- | ------------------ |
| Déchets et matériaux inertes      | 1 282 000 tonnes | Terre et matériaux meubles non pollués         | 975 000 tonnes     |
| Déchets et matériaux inertes      | 1 282 000 tonnes | Béton                                          | 103 000 tonnes     |
| Déchets et matériaux inertes      | 1 282 000 tonnes | Graves et matériaux rocheux                    | 95 000 tonnes      |
| Déchets et matériaux inertes      | 1 282 000 tonnes | Déchets d'enrobés-fraisats, plaques et croutes | 76 000 tonnes      |
| Déchets et matériaux inertes      | 1 282 000 tonnes | Briques tuiles céramiques                      | 17 000 tonnes      |
| Déchets et matériaux inertes      | 1 282 000 tonnes | Mélange de déchets inertes                     | 15 000 tonnes      |
| Déchets et matériaux inertes      | 1 282 000 tonnes | Autres déchets inertes                         | 3 000 tonnes       |
| Déchets non inertes non dangereux | 74 000 tonnes    | Mélanges de déchets non inertes non dangereux  | 53 000 tonnes      |
| Déchets non inertes non dangereux | 74 000 tonnes    | Déchets végétaux                               | 14 000 tonnes      |
| Déchets non inertes non dangereux | 74 000 tonnes    | Bois brut ou faiblement adjuventé              | 1 400 tonnes       |
| Déchets non inertes non dangereux | 74 000 tonnes    | Plastiques                                     | 4 000 tonnes       |
| Déchets non inertes non dangereux | 74 000 tonnes    | Métaux                                         | < 1 000 tonnes     |
| Déchets non inertes non dangereux | 74 000 tonnes    | Plâtre - Enduit sur supports inertes           | < 1 000 tonnes     |
| Déchets non inertes non dangereux | 74 000 tonnes    | Plâtre- plaques et carreaux                    | < 1 000 tonnes     |
| Déchets non inertes non dangereux | 74 000 tonnes    | Vitrage                                        | < 1 000 tonnes     |
| Déchets non inertes non dangereux | 74 000 tonnes    | Autre DNINID                                   | < 1 000 tonnes     |
| Déchets dangereux                 | 174 tonnes       | Amiante lié                                    | 119 tonnes         |
| Déchets dangereux                 | 174 tonnes       | Autres déchets dangereux                       | 20 tonnes          |
| Déchets dangereux                 | 174 tonnes       | Terre et matériaux meubles pollués             | 20 tonnes          |
| Déchets dangereux                 | 174 tonnes       | Amiante friable                                | 10 tonnes          |
| Déchets dangereux                 | 174 tonnes       | Enrobés et produits contenant du goudron       | 5 tonnes           |
| Total                             | 1 356 174 tonnes |                                                |                    |

## Filières de gestion des déchets dans le Loiret

### Organisation des filières de traitement

#### Déchets inertes
De manière générale, la valorisation des excédents de chantiers inertes se fait à travers deux principales filières de traitement : l'utilisation en remblai de carrière et le recyclage sur les installations du département.
- Terres et matériaux meubles non pollués : le taux de réemploi des terres est élevé (41 %). La part dirigée vers les installations de valorisation est remblayée à hauteur de 97 % (85 % en carrières et 12 % selon ou non le code de l’urbanisme).
- Graves et matériaux rocheux : 32 % des graves sont réemployés sur chantier, notamment pour du remblai. La part qui sort des chantiers est utilisée en remblai de carrière pour 80 % et 18 % est recyclée.
- Béton sans ferraille : près de 60 % de réemploi sur chantier. Toutefois, la filière de traitement semble bien organisée sur le département car plus de 90 % des sorties de chantiers sont valorisées.
- Déchets d’enrobés : 65 % de ces déchets sont réemployés sur chantier après traitement, un taux relativement élevé. Les sorties des chantiers sont également valorisées et recyclées. Les filières de traitement sont très bien organisées.
- Mélanges de déchets inertes : ces déchets sont très peu réemployés sur chantier (0,19 %). Cette situation pourrait être améliorée par un tri plus important de la part des entreprises. En effet seulement 20 % de ces déchets est trié. Pour la part non triée, 59 % est recyclée sur les installations du Loiret, 36 % sont utilisés en remblai de carrière et 5 % sont envoyés sur un autre site sans en connaître le traitement.

#### Déchets non inertes non dangereux
Les déchets non inertes non dangereux sont pour 60 % valorisés. Les filières de traitement, par type de déchets, sur le département sont les suivantes :
- Déchets non inertes non dangereux en mélange : 8 % de ces déchets sont triés dont 79 % font l’objet d’une valorisation matière par les installations du département. Parmi les 92 % non triés, près de la moitié est évacuée en ISDND[Note 4]
- Déchets végétaux : les filières de valorisation de ces déchets sont bien organisées car elles absorbent la quasi-totalité de ces déchets en valorisation matière (99 %).
- Métaux : Deux solutions sont utilisées par les entreprises : elles remettent directement une grande partie de ces déchets à des ferrailleurs, le reste est envoyé en installations. Ces dernières les valorisent à hauteur de 95 %. Cette filière est bien organisée sur le département .

#### Déchets dangereux
Trois installations du département accueillent des déchets dangereux. Ces déchets sont pour la plupart envoyés vers des sites agréés hors de la région.

### Installations de gestion des déchets du BTP dans le Loiret

Localisation des installations spécialisées dans le traitement des déchets du bâtiment et des travaux publics dans le Loiret en 2013.

En 2013, 47 installations spécialisées dans le traitement de déchets inertes issus des travaux publics ou du bâtiment sont recensées.
|    | Société                         | Adresse                                         | Commune                   | Activité principale                               |
| -- | ------------------------------- | ----------------------------------------------- | ------------------------- | ------------------------------------------------- |
| 1  | Ecovalis                        | chemin de la Prévotée / La Prairie RD 952       | Saint-Aignan-des-Gués     | Valorisation de déchets non inertes               |
| 2  | Bardat                          | La Poussetée - La Tour de Bourges               | Triguères                 | Réaménagement de carrière                         |
| 3  | Enroplus                        | Route d'Ouzouer-le-Marché                       | Le Bardon                 | Fabrication et application d'enrobés              |
| 4  | SGE                             | 178 Rue de la Chenille                          | Saran                     | Plateforme de regroupement                        |
| 5  | Ciment Route                    | Les Terres de Cortrat                           | Cortrat                   | Réaménagement de carrière                         |
| 6  | Cemex                           | les Perrichoirs - Port au Vieux-roi             | Ouzouer-sur-Loire         | Recyclage inertes                                 |
| 7  | Cemex                           | Plaine aux Lièvres                              | Bonnée                    | Réaménagement de carrière                         |
| 8  | Cemex "Ets Moreau"              | LD Moret-sur-Lonie                              | Villeneuve-sur-Conie      | Réaménagement de carrière                         |
| 9  | Cemex                           | bagneaux                                        | Sandillon                 | Réaménagement de carrière                         |
| 10 | Cemex                           | Thorigny                                        | Baccon                    | Réaménagement de carrière                         |
| 11 | Ligérienne des Granulats        | Les Terres de l'Aulne                           | Neuvy-en-Sullias          | Recyclage inertes                                 |
| 12 | Ligérienne des Granulats        | Les Boires de Montvilliers-la-Mothe             | Jargeau                   | Recyclage inertes                                 |
| 13 | Ligérienne des Granulats        | 1er avenue ZA Synergie                          | Meung-sur-Loire           | Plateforme de regroupement                        |
| 14 | Ligérienne des Granulats        | La Ferme de Villeneuve                          | Mézières-lez-Cléry        | Réaménagement de carrière                         |
| 15 | Ligérienne des Granulats        | La Guérinière                                   | Ardon                     | Réaménagement de carrière                         |
| 16 | Ligérienne des Granulats        | Rue Gaberion                                    | Châteauneuf-sur-Loire     | Réaménagement de carrière                         |
| 17 | Ligérienne des Granulats        | La Levée                                        | Saint-Denis-en-Val        | Réaménagement de carrière                         |
| 18 | SOCCOIM Véolia                  | ZA les Pierrelets                               | Chaingy                   | Tri                                               |
| 19 | SOCCOIM Véolia                  | ZA du Limetin                                   | Lorris                    | Tri                                               |
| 20 | SOCCOIM Véolia                  | ZI du Trousset                                  | Saint-Jean-de-Braye       | Valorisation de déchets non inertes               |
| 21 | SETRAD Véolia                   | lieu-dit "Les bois Herbault"                    | Bucy-Saint-Liphard        | Installation de Stockage de Déchets Non Dangereux |
| 22 | SETRAD Véolia                   | Lieu-dit "Bois des Lognons"                     | Mézières-lez-Cléry        | Plateforme de compostage                          |
| 23 | Bartin Recycling                | RN7/Gare de Châtillon                           | Briare                    |                                                   |
| 24 | Loiret Recyclage Env            | 16 rue Lavoisier                                | Ingre                     | Collecte/location de bennes                       |
| 25 | Orléans Enrobés Sud             | 246 rue des Bruyères                            | Saint-Cyr-en-Val          | Fabrication d'enrobés                             |
| 26 | Lafarge Granulats               | Lafarge Granulats France - lieu-dit L'Espérance | Baccon                    | Réaménagement de carrière                         |
| 27 | SMB                             | Route de Patay                                  | Villeneuve-sur-Conie      | Réaménagement de carrière                         |
| 28 | ROLAND                          | carrière du Bonnet blanc                        | Prefontaines              | Réaménagement de carrière                         |
| 29 | Ets Roger Perrin                | Le Defois                                       | Ardon                     | Collecte/location de bennes                       |
| 30 | Carrière Plaisance              | Brigny                                          | Douchy                    | Réaménagement de carrière                         |
| 31 | Colas                           | Route de Maltaverne                             | Sainte-Geneviève-des-Bois | Recyclage inertes                                 |
| 32 | Ets Julien                      | 27 rue de la Gare                               | Ingre                     | Collecte/location de bennes                       |
| 33 | SAVIA                           | Le petit Secval                                 | Dadonville                | Réaménagement de carrière                         |
| 34 | Colas                           | Nouan                                           | Saint-Gondon              | Réaménagement de carrière                         |
| 35 | Barbosa / Vigery Ets            | 4 Chemin de l'Orange                            | Meung-sur-Loire           | Entreprise TP                                     |
| 36 | Dauvilliers                     |                                                 | Malesherbes               | Entreprise TP                                     |
| 37 | Travaux publics du Val de Loire | 139 rue d'Huit                                  | Sandillon                 | Entreprise TP                                     |
| 38 | SAS Vauvelle TP                 | ZA Le Bussoy                                    | Varennes-Changy           | Entreprise TP                                     |
| 39 | SGA J. Meyer                    | Les Gallards Route de Coulions                  | Poilly-lez-Gien           | Plateforme de regroupement                        |
| 40 | Bartin Recycling                | Les Musets                                      | Amilly                    | Plateforme de regroupement                        |
| 41 | Eurovia Centre Loire            | Route de Chaumont                               | Corquilleroy              | Recyclage inertes                                 |
| 42 | Eurovia Grands Travaux          | Lieu-dit "Le Champ-Blanc"                       | Gidy                      | Recyclage inertes                                 |
| 43 | Eurovia Montargis Enrobés       | Route du Camp                                   | Corquilleroy              | recyclage enrobés                                 |
| 44 | Eurovia Orléans Enrobés Nord    | Saran ZAC de la Foulonerie                      | Orléans                   | recyclage d'enrobés                               |
| 45 | Martin Jean                     | 494 rue de la Croix Briquet                     | Chevilly                  | Plateforme de regroupement                        |
| 46 | SITA Centre Ouest               | Route de Saint-Lyé, lieu-dit "Les Maréchaux"    | Chevilly                  | Valorisation de déchets non inertes               |
| 47 | SOA                             | ZI Les Pierrelets                               | Chaingy                   | Plateforme de regroupement                        |